# Bords
Bords – miejscowość i gmina we Francji, w regionie Nowa Akwitania, w departamencie Charente-Maritime.
Według danych na rok 1990 gminę zamieszkiwało 1109 osób, a gęstość zaludnienia wynosiła 72 osób/km² (wśród 1467 gmin regionu Poitou-Charentes Bords plasuje się na 269. miejscu pod względem liczby ludności, natomiast pod względem powierzchni na miejscu 565.).